# 이경운 (축구 선수)
이경운(2002년 11월 27일 ~ )는 대한민국의 축구 선수로, 포지션은 공격수이다. 현재 K3리그의 울산시민축구단 소속이다.